# Fabrice Colas
Pour les articles homonymes, voir Colas.
Fabrice Colas est un coureur cycliste sur piste français né le 21 juillet 1964 à Rueil-Malmaison.

## Biographie
Contrôlé positif en 1986, il a été blanchi par la FFC. Il travaille dans l’immobilier[réf. nécessaire].

## Palmarès

### Jeux olympiques
- Los Angeles 1984
  -  Médaillé de bronze du kilomètre

### Championnats du monde
- Vienne 1987
  -  Champion du monde de tandem (avec Frédéric Magné)
- Gand 1988
  -  Champion du monde de tandem (avec Frédéric Magné)
- Lyon 1989
  -  Champion du monde de tandem (avec Frédéric Magné)
- Stuttgart 1991
  -  Médaillé d'argent de la vitesse[1]
  -  Médaillé de bronze du keirin
- Palerme 1994
  -  Champion du monde de tandem (avec Frédéric Magné)

### Championnats de France
- 1985
  - 3e du kilomètre
- 1986
  - 2e du kilomètre
- 1988
  - 2e du kilomètre
- 1989
  - 3e du kilomètre
- 1993
  -  Champion de France de vitesse
  - 2e du keirin
- 1994
  - 3e de la vitesse

### Open des Nations
- Vainqueur de l'Open des Nations en 1991, 1993 et 1994.

### Coupe du monde
- 1993
  - 3e de la vitesse individuelle à Copenhague

## Récompense
- Médaille du Comité d'Île-de-France de la FFC en 1984